# Stephen Kelly
Stephen Michael David Kelly (Dublín el 6 de setembre de 1983) és un futbolista irlandès que juga amb el Rotherham United. Juga com a defensa, principalment com a lateral dret. Va formar part de l'equip que va aconseguir amb la República d'Irlanda la classificació per a l'Eurocopa de 2012.